# Biserica Sfinții Constantin și Elena din Hermeziu

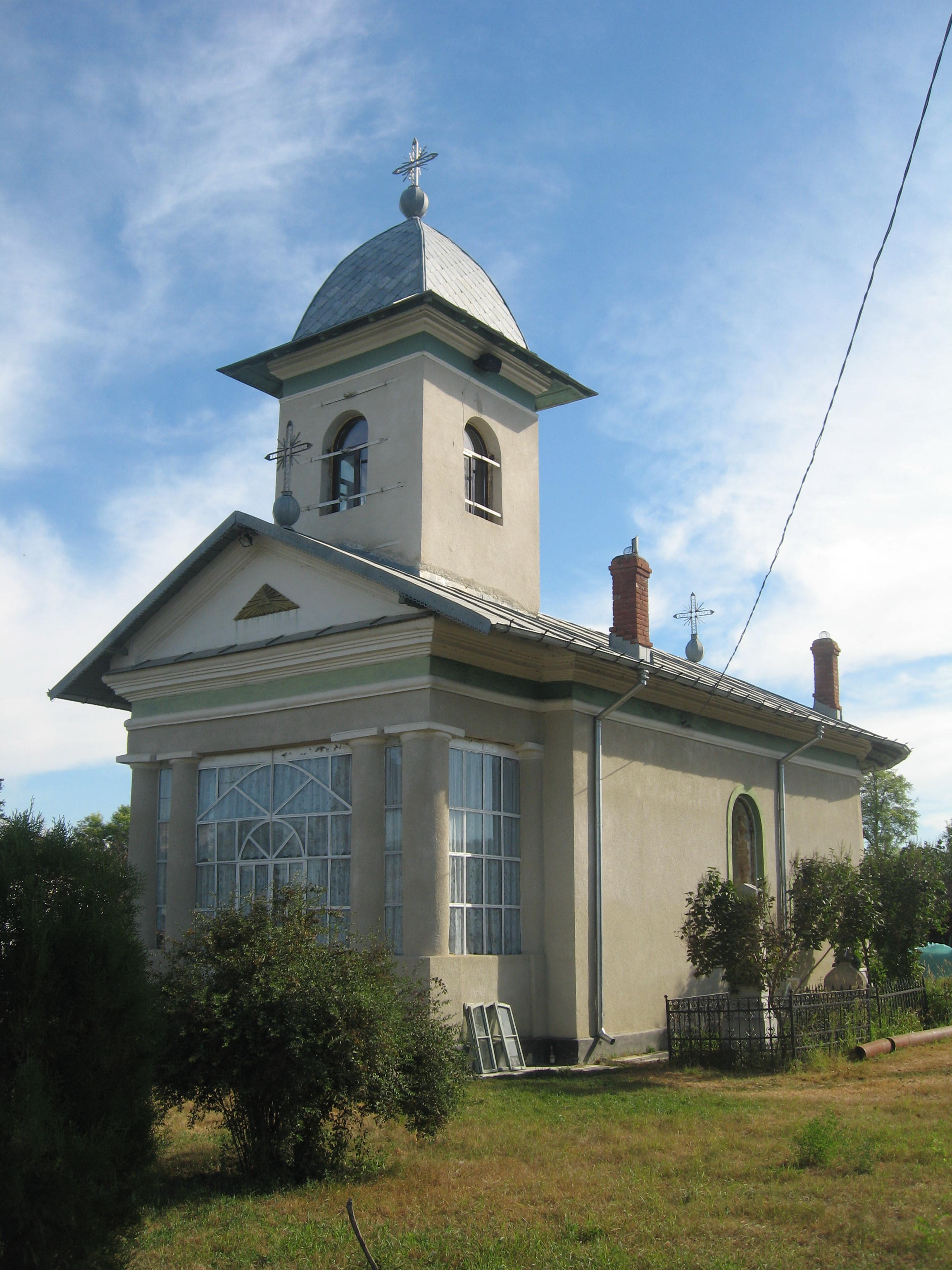
Biserica "Sf. Împăraţi Constantin și Elena" din Hermeziu

Biserica "Sf. Împărați Constantin și Elena" din Hermeziu este un lăcaș de cult ortodox ctitorit în anul 1839 de spătarul Costache Negruzzi în satul Hermeziu din comuna Trifești (județul Iași).
Biserica "Sf. Împărați Constantin și Elena" din Hermeziu a fost inclusă pe Lista monumentelor istorice din județul Iași din anul 2015 la numărul 1431, având codul de clasificare cod LMI IS-II-m-B-04193.01. Ea face parte din ansamblul curții familiei Negruzzi. În curtea bisericii se află mormântul scriitorului Costache Negruzzi, monument istoric cu codul IS-IV-m-B-04193.04.

## Istoric
Satul Hermeziu este situat la o distanță de 5 km de șoseaua Iași – Ștefănești și la 36 km de municipiul Iași, pe malul drept al râului Prut. La începutul secolului al XVIII-lea, satul purta numele de Trifeștii vechi. În anul 1807, Sofia Hermeziu, o proprietară din Basarabia, mama scriitorului Costache Negruzzi (1808-1868), s-a căsătorit cu Dinu Negruț, primind conacul din sat ca zestre. Satul a primit numele de Hermeziu cu acest prilej.
După cum atestă o inscripție din 1887 a preotului paroh Petru Filiorianu pe prima pagină a unei evanghelii, înainte de construirea actualei biserici a existat în sat o bisericuță de lemn.
Biserica "Sf. Împărați Constantin și Elena" a fost construită în anul 1839 de către spătarul Costache Negruzzi. Deasupra intrării în pronaosul bisericii se află o pisanie scrisă în limba română cu caractere chirilice, care conține două versuri din poemul "Inscripții": 
"În acest lacaș de pace, unde Domnul se mărește,

Omul întăi se botează, cănd se naște pre pământ,

Și apoi cu a lui soție vine de se însoțește,

În sfărșit aicea află liniștire în mormânt.

Nașterea, viața, moartea, sufleteasca măntuire,

În acest loc se adună și d'amarul lumii greu

Omul scapă cănd se duce ca se'și iae resplătire

De la dreapta îndurare, a bunului Dumnezeu.

S'au zidit de spatarul C. Negruțți. În anul 1839."
Biserica a fost renovată în anul 1935, în timpul păstoririi preotului-paroh Ioan Sandu, cu cheltuiala enoriașilor. Cu acest prilej s-a amplasat pe zidul bisericii un medalion metalic cu următorul text: "Act comemorativ. S'au săvârșit renovarea acestui svn locaș prin stăruința onoratei familii ctitoriale: Negruzzi-Miclescu-Racovitză-Cerchez și obolul enoriașilor din satul Hermeziu în timpul păstoriei C.S. Preot Ioan Sandu paroh cu concursul dlui D. Sebastian consilier parohial și Cr. Vizitiu cântăreț. 1935".
În fața bisericii a fost amplasat un monument al eroilor locali din cel de-al doilea război mondial. Pe monument stă scris “PRO PATRIA 1940 – 1945 Eroilor din Hermeziu pioasă recunoștință și veșnică pomenire”. Sunt înscrise apoi 49 de nume, dintre care patru perechi de frați.
Începând din anul 1995, când a fost inaugurată Casa memorială Costache Negruzzi, în perioada hramului bisericii din Hermeziu (sărbătoarea religioasă a Sfinților Împărați Constantin și Elena), se organizează anual manifestarea "Constantin Negruzzi –- In memoriam". Aceste manifestări au debutat cu o slujbă de pomenire oficiată la mormântul scriitorului Costache Negruzzi din curtea bisericii.

## Arhitectura și iconografia
Biserica "Sf. Împărați Constantin și Elena" din Hermeziu este construită în stil clasic, având formă de navă cu absida altarului semicirculară. În partea de vest are un pridvor (exonartex) închis, susținut de șase coloane cilindrice. Deasupra pridvorului se află o clopotniță în care se accede din cafas. Pronaosul și naosul au un plafon drept, formând o singură navă. Deasupra pronaosului se află cafasul. Naosul este separat de altar printr-un perete cu o arcadă la partea superioară, deasupra catapetesmei.
Pereții lăcașului de cult au fost pictați în ulei, în stil neobizantin. Pe plafonul altarului se află icoana Mântuitorului, iar în naos icoana Judecătorului Hristos înconjurat de cei patru evangheliști.
Biserica are în patrimoniul său mai multe cărți de cult tipărite după anul 1800, printre care și câteva evanghelii ferecate în metal și scrise cu litere chirilice.

## Morminte în curtea bisericii
În curtea bisericii se află mai multe morminte ale membrilor familiei boierești Negruzzi. Lângă zidul sudic al bisericii au fost înmormântați următorii:
- Constantin Negruzzi (1808-1868) - scriitor, ctitorul bisericii
- Leon C. Negruzzi (1840-1890) - fiul ctitorului, scriitor, fost primar și prefect de Iași
- George C. Negruzzi (29 decembrie 1849 - 22 august 1890) - fiul ctitorului
- Anna L. Negruzzi (1849-1929)

Pe piatra funerară aflată deasupra mormântului scriitorului Costache Negruzzi se află un epitaf, ce conține și o strofă din poemul "Inscripții": 
"Aice se odihnesce CONSTANTIN NEGRUZZI 

născutu in 1808 

reposatu in 25 Augustu 1868 

Eu nu am fostu ca alții de-aceea’n suferință

Am petrecut ș'in lipsa plăcerilor lumesci,

Dar cugetul îmi spune că n'om ave căință

C'am fostu și eu unealtă la rele omenesci.

SOȚIA și FIII recunoscetori 

Septemvrie 1868."
Deasupra mormântul lui Leon C. Negruzzi (1840-1890) și a Annei L. Negruzzi (1849-1929), se află un obelisc zidit de V. Scutari din Galați, având inscris pe el următorul epitaf:
"În a dumnezeirii carte

E scris că omul se desparte,

De tot ce i e mai drag pe lume

Dar Sfinta Carte spune anume

Că despărțirea nu-i pe vecie

Că revedere o să mai fie!

..................................

Nu-ți spun adio.... La revedere!

La revedere în alte sfere!"
Lângă zidul nordic al bisericii se mai află două morminte. Este vorba de cele al copiilor Leon Negruzzi (15 octombrie 1872-1875) și Sanda Racovitză (25 aprilie - 25 august 1912) și de cele ale preoților Vasile Gafton și Ioan Adamovici.

## Imagini

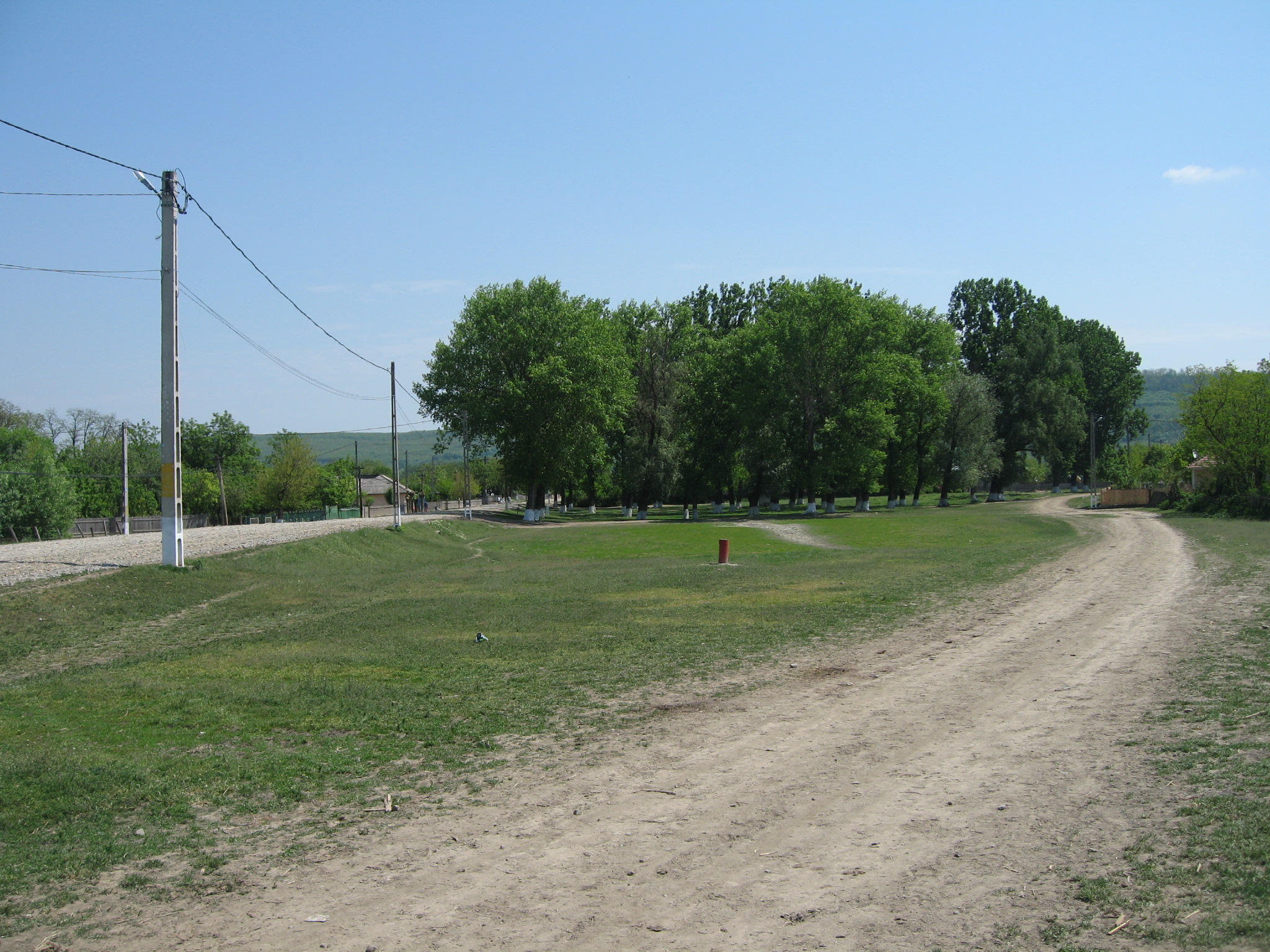
Parcul satului Hermeziu
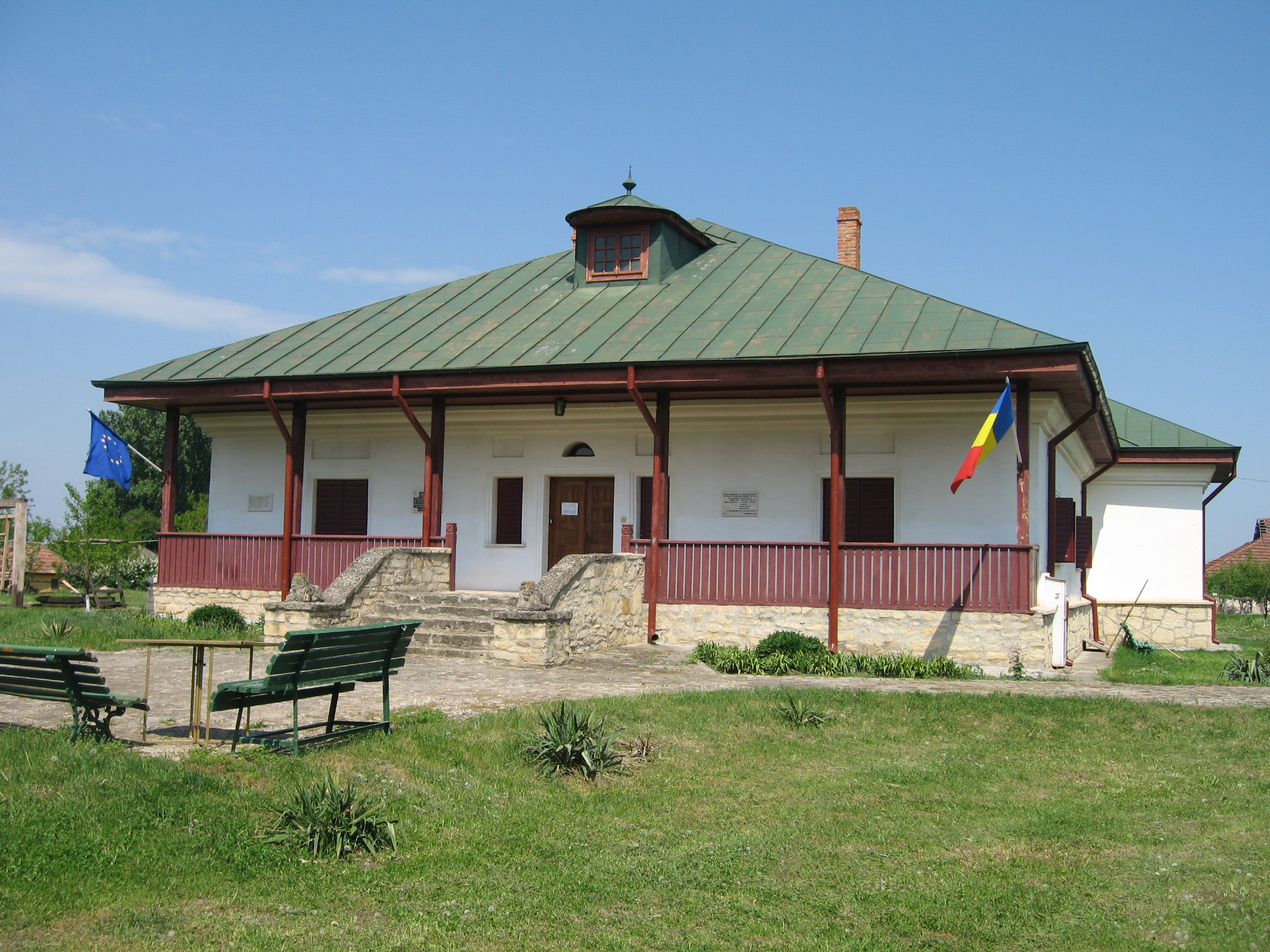
Casa memorială Costache Negruzzi
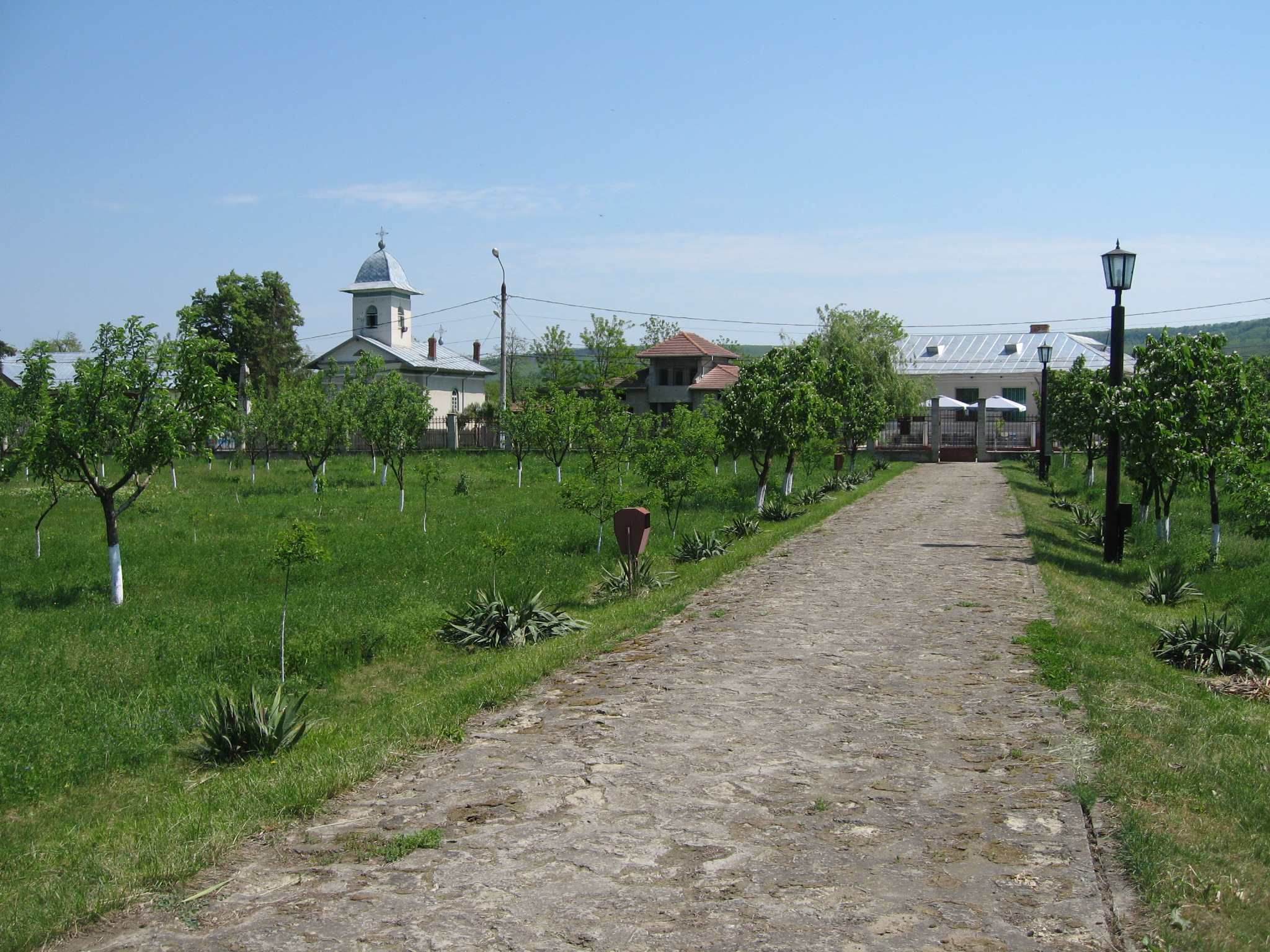
Vedere a bisericii din curtea Casei memoriale Costache Negruzzi
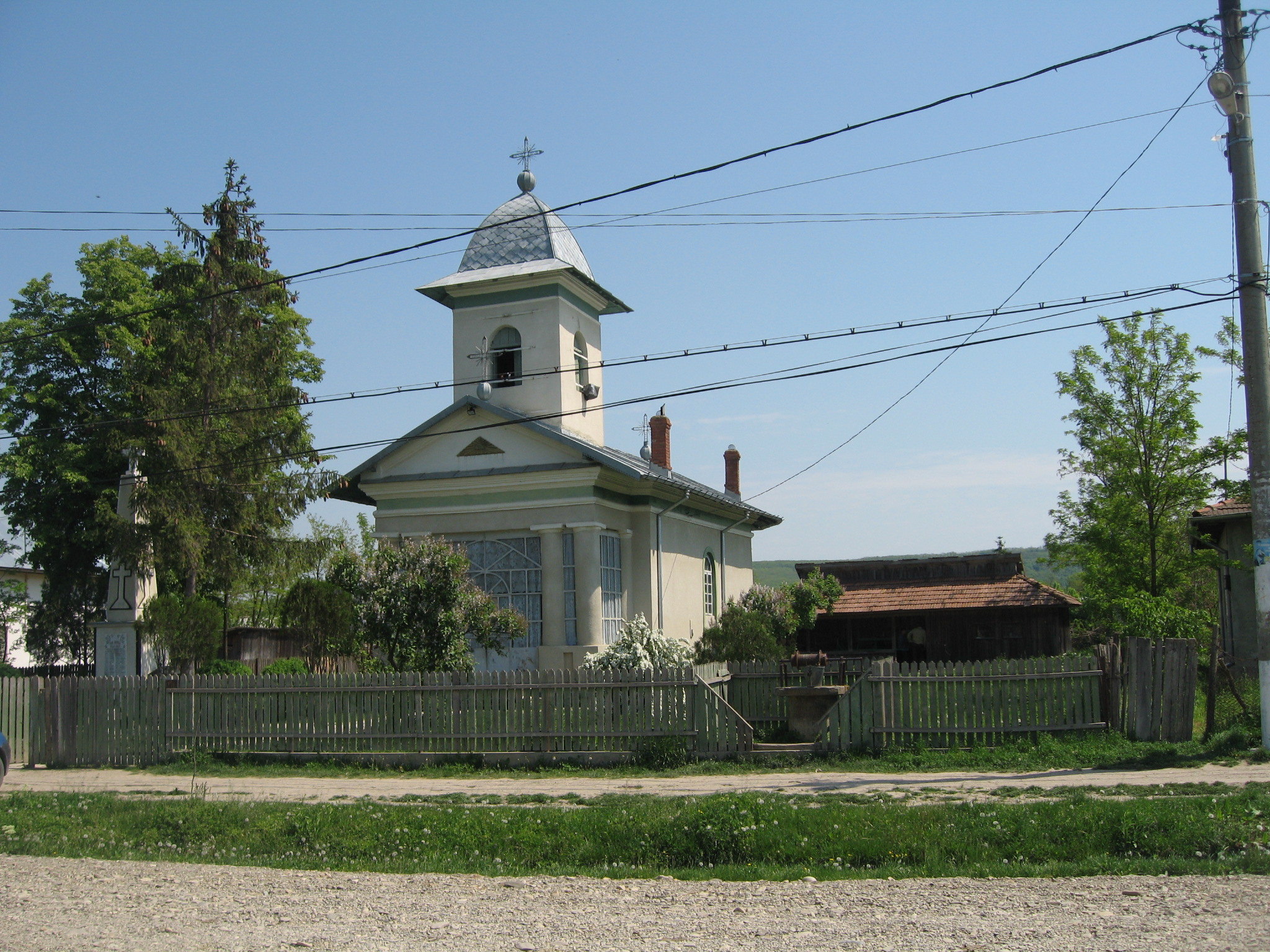
Biserica "Sf. Împăraţi Constantin și Elena" din Hermeziu
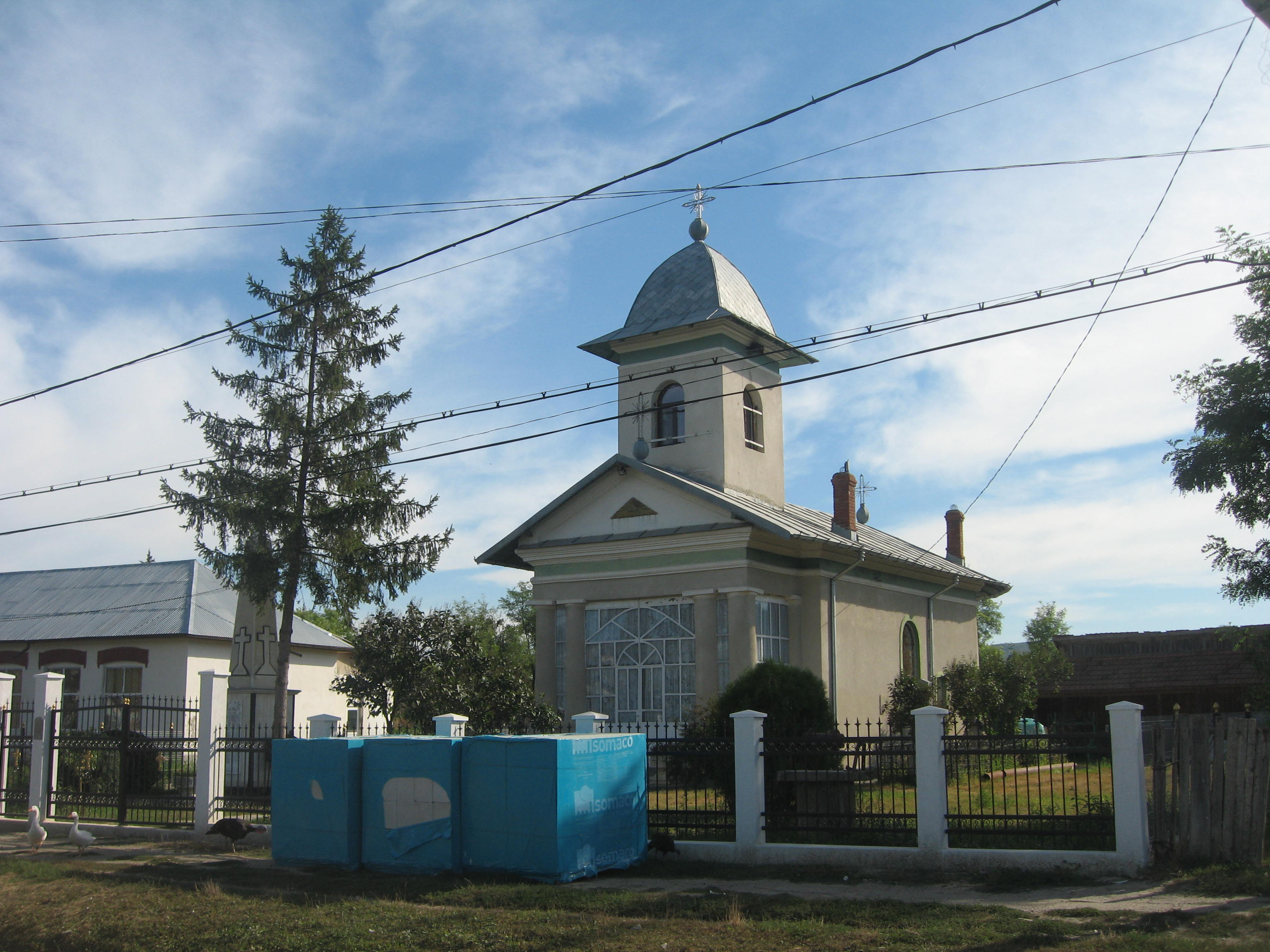
Biserica
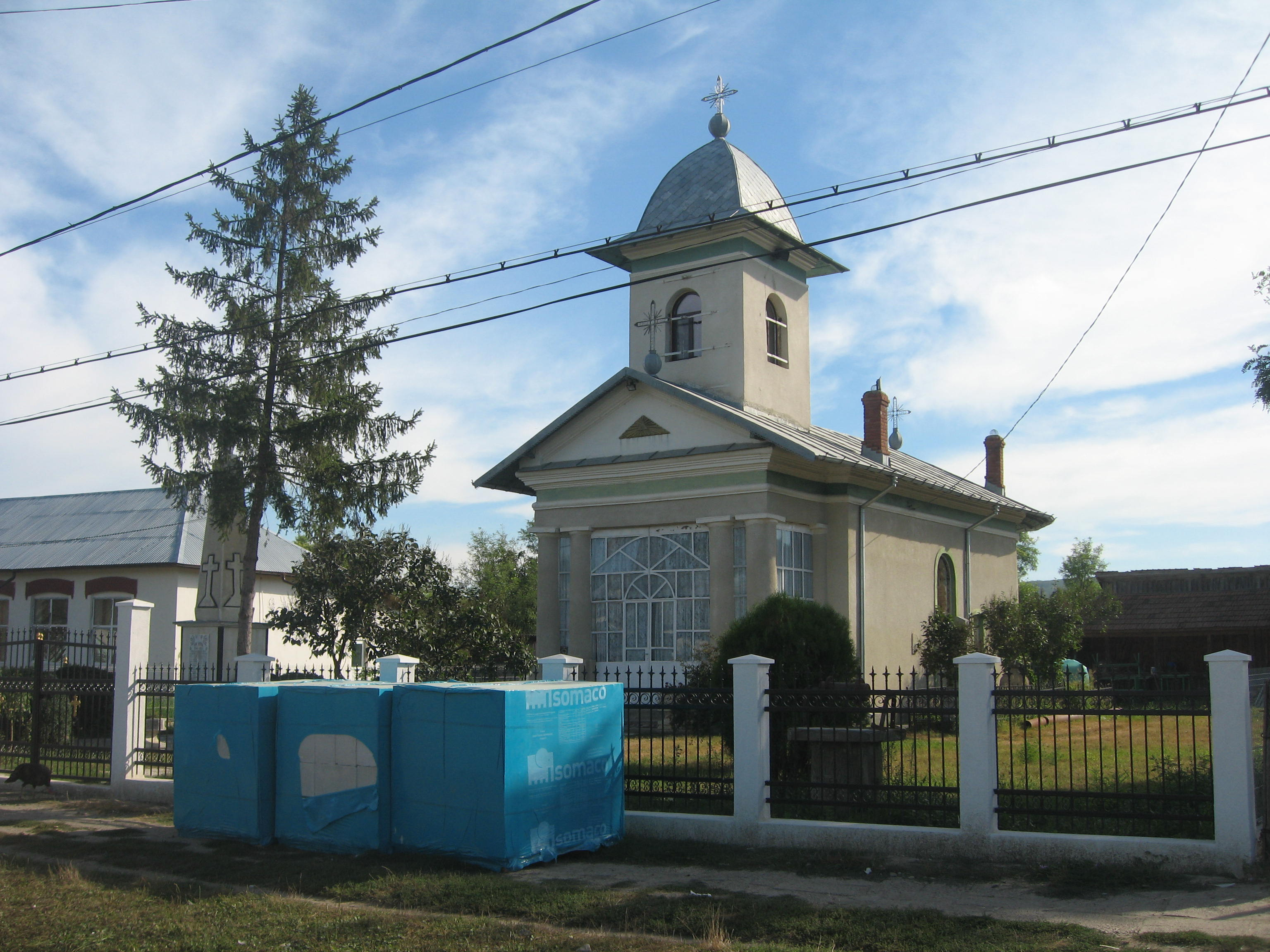
Biserica
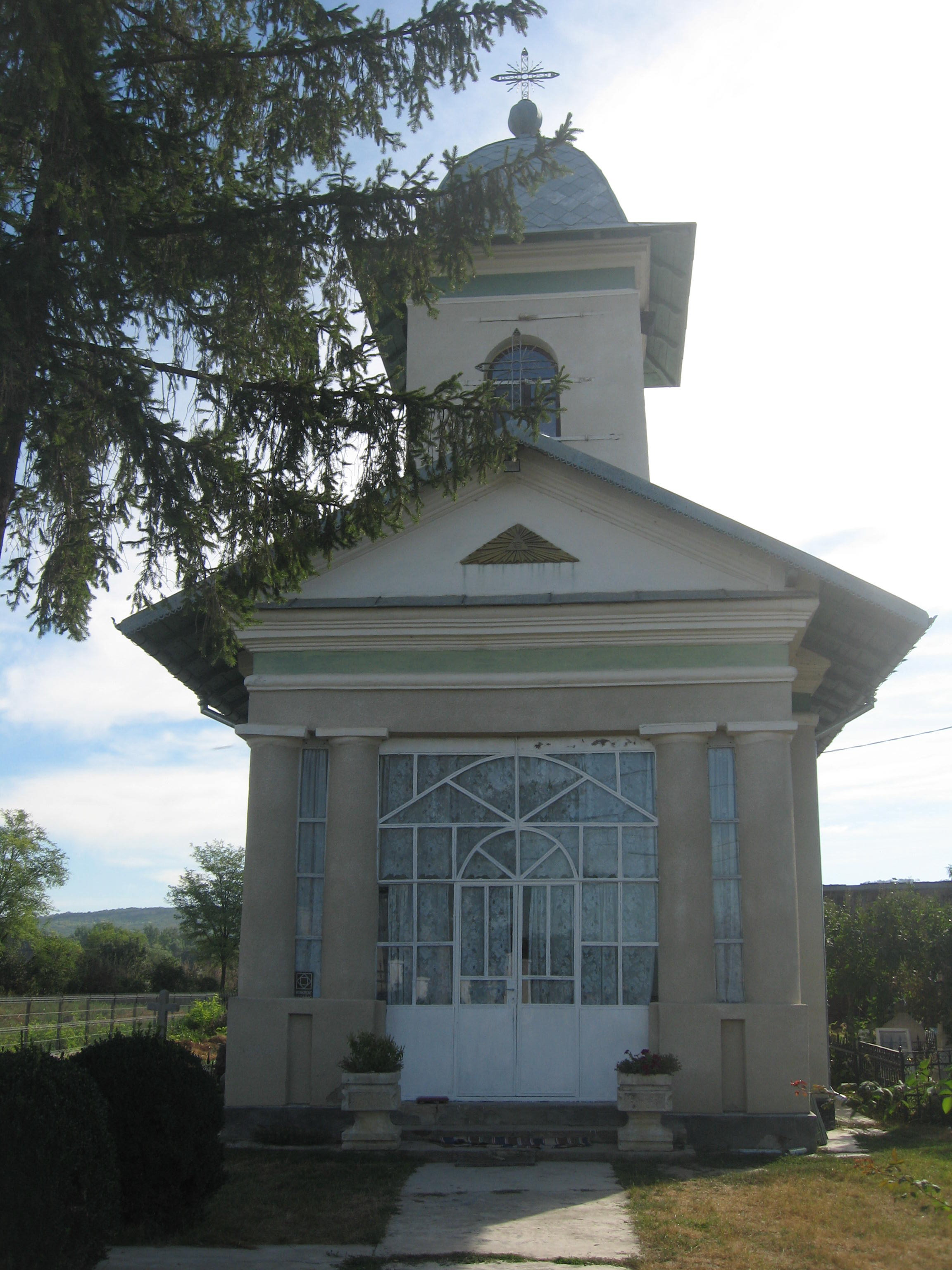
Latura vestică
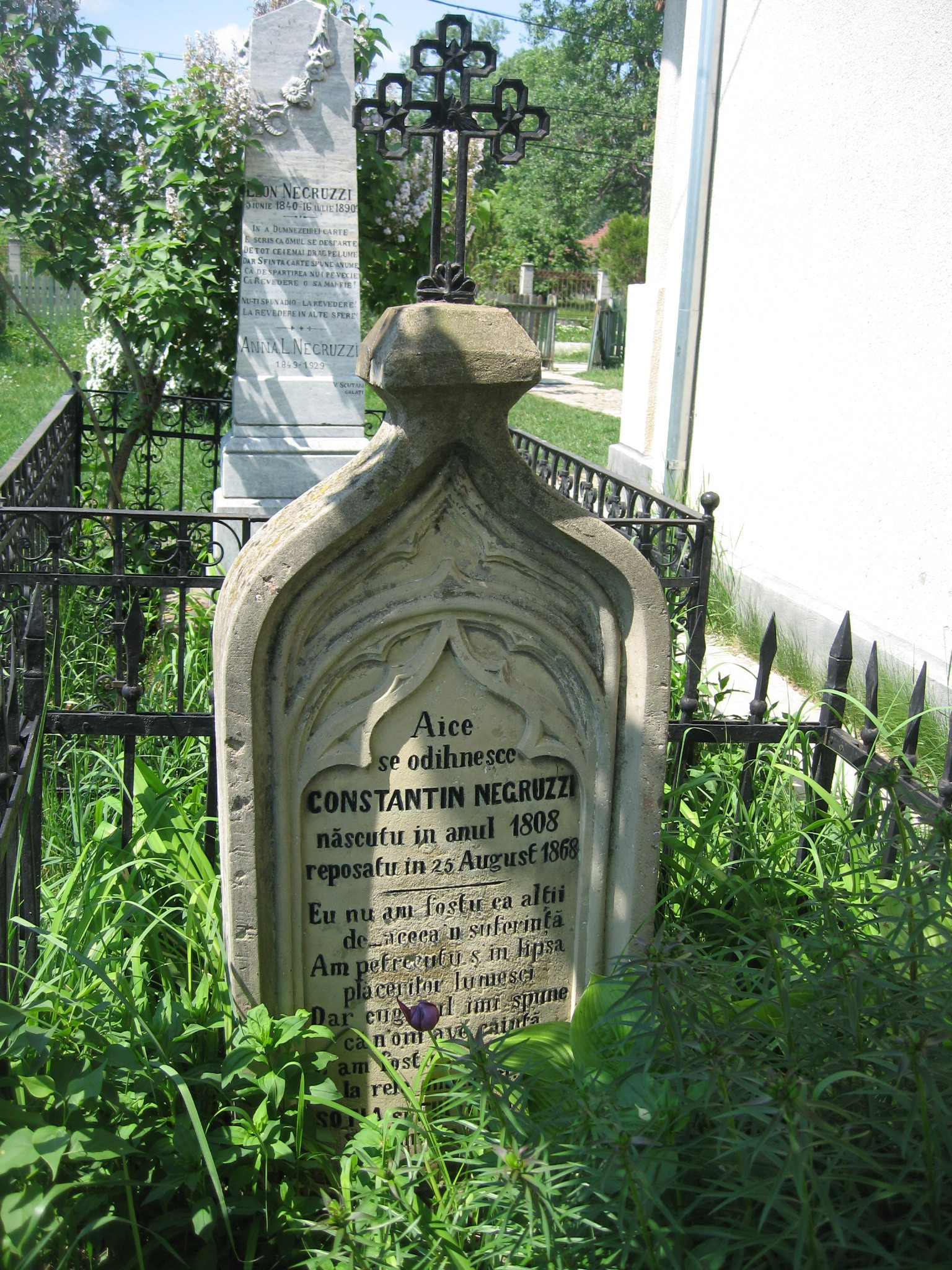
Mormântul scriitorului Costache Negruzzi
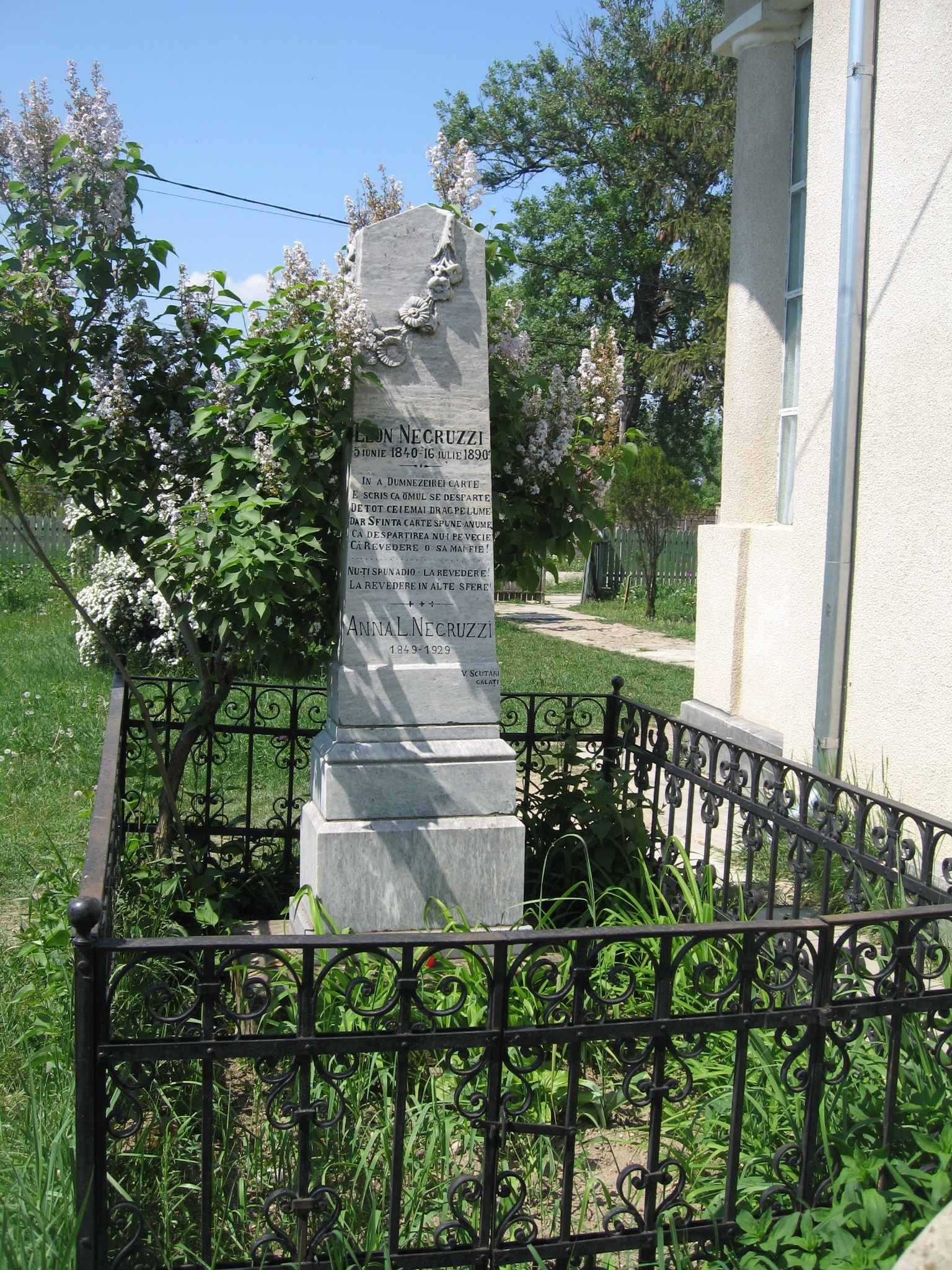
Mormântul scriitorului şi omului politic Leon Negruzzi
Monumentul eroilor din Hermeziu